# 8128
8128(팔천백이십팔)은 8127보다 크고 8129보다 작은 자연수다.

## 수학
- 합성수로, 그 약수는 총 14개다. (1, 2, 4, 8, 16, 32, 64, 127, 254, 508, 1016, 2032, 4064, 8128)
  - 8128의 진약수의 합은 8128이므로, 8128은 완전수다. 4번째 완전수이며, 앞의 완전수는 496, 다음 완전수는 33,550,336이다.
- {\displaystyle 63^{14}-1}은 8128로 나누어떨어진다.

## 과학
- 8128 니코마코스(8128 Nicomachus): 소행성.

## 기타
- 연도: 8128년, 기원전 8128년

## 같이 보기
- 8000